# Трудовой (Татарстан)
 Трудово́й  — посёлок в Нижнекамском районе Татарстана. Административный центр Майскогорского сельского поселения.

## География
Находится в центральной части Татарстана на расстоянии приблизительно 25 км по прямой на юг-юго-запад от районного центра города Нижнекамск.

## История
Основан в 1920-х годах как поселок Трудовые Уряклы, позже до 1966 года посёлок 2-й фермы совхоза «Прикамский».

## Население
Постоянных жителей было: в 1938—236, в 1949—573, в 1958—804, в 1970—554, в 1979—540, в 1989—713, в 2002 − 627 (русские 27 %, татары 65 %), 590 в 2010.